# Убийство Мередит Керчер
Убийство Мередит Керчер произошло ночью 1 ноября 2007 года в городе Перуджа. На следующий день полиция обнаружила тело 21-летней британской студентки из Лидского университета, находящейся там по обмену, на верхнем этаже квартиры, которую она делила с другими девушками. Она была найдена лежащей в своей комнате, частично одетая и прикрытая одеялом, со следами крови на полу, кровати и стенах. Судебные патологоанатомы пришли к заключению, что вначале была предпринята попытка задушить её, и затем по её шее нанесли несколько ударов ножом, вызвав тем самым смертельное кровотечение. На её теле имелось множество синяков и царапин, вдобавок к ножевым ранам, а также следы сексуального насилия. Пропали две кредитных карты и 300 евро, а её два мобильных телефона были найдены в саду, который находился на расстоянии около километра от её дома.
Руди Герман Геде, местный житель Перуджи, был три раза обвинён в изнасиловании и убийстве Керчер и приговорён к 30 годам. Впоследствии срок был уменьшен до 16 лет, в ходе первого из двух апелляционных слушаний. Раффаэль Соллечито, итальянский студент, и Аманда Нокс, американская студентка, делившая квартиру с Мередит Кечер, были осуждены в декабре 2009 года за изнасилование и убийство, но в ходе пересмотра дела в декабре 2010 года им было позволено подать апелляцию. Соллечито был приговорён к 25 годам тюрьмы, Нокс — к 26. По итальянской системе правосудия ответчиков не считают виновными, пока не закончен апелляционный процесс. Спустя 4 года они признаны невиновными по причине «хлипкости доказательств».
Приговор Аманды и Раффаэля был в конечном итоге отменен Верховным судом 27 марта 2015 года. Верховный кассационный суд сослался на положение ст. 530 § 2 итальянского процессуального кодекса («разумные сомнения») и постановил, что никакого дальнейшего судебного разбирательства не должно проводиться, что привело к их оправданию и окончанию дела. В приговоре указывалось, что поскольку научные доказательства были «центральными» в деле, имели место «вопиющие нарушения», «амнезия» и «преступные упущения в следственной деятельности».

## Мередит Керчер

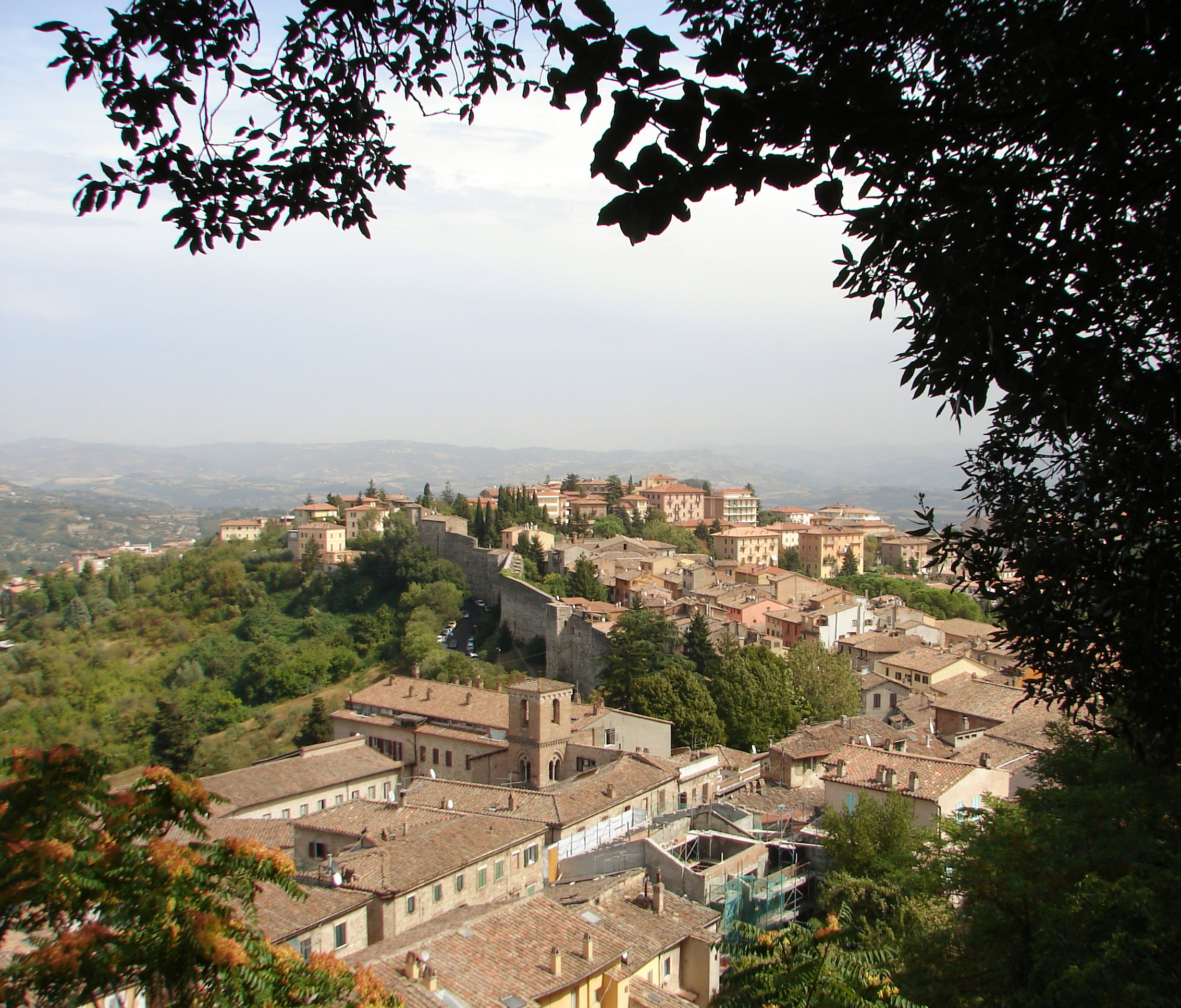
Панорама Перуджи

### Общая информация
Мередит Сюзанна Кара Керчер, известная среди своих друзей как «Мез», родилась 28 декабря 1985 года в Лондоне, район Саутуарк, и проживала в южной части Лондона, район Кулсдон. У неё были двое старших братьев Джон и Лайл и старшая сестра Стефани. Её отец Джон— свободный журналист, мать Арлин — домохозяйка, родом из Индии.
Керчер училась в Старой дворцовой школе в районе Кройдон, после чего получила учёную степень по европеистике в университете Лидса. Она была в восторге от языка и культуры Италии и после поездки по школьному обмену она вернулась в возрасте 15 лет, чтобы провести летние каникулы с семьей в Сесса-Аурунка. В 2004 году она снялась в клипе на песню «Some Say» певца Кристиана Леонтью. Она стремилась работать в Европейском Союзе или в качестве журналиста. В октябре 2007 года она поступила в Университет Перуджи, где начала изучать современную историю, политическую теорию и историю кино. Сокурсники позже описывали ее как заботливую, умную, воспитанную и популярную девушку.
Похороны Керчер состоялись 14 декабря 2007 года в Кройдонской приходской церкви, где присутствовало более 300 человек. Ей была присвоена посмертная степень в университете Лидса.
На слушании дела был представлен видеоклип с участием убитой Мередит Керчер 8 июня 2009 года.

### Виа Делла Пергола 7
Перуджа является известным культурным и художественным центром Италии. Его население составляет 150 000 человек. Более четверти населения ― студенты из-за рубежа. В Перудже Керчер делила квартиру с четырьмя спальнями на первом этаже в доме по адресу Виа Делла Пергола, 7. Ее соседями по квартире были две итальянки около тридцати лет, Филомена Романелли и Лаура Меццетти, и 20-летняя американская студентка Вашингтонского университета Аманда Нокс. Она находилась в Перудже, посещая Университет для иностранцев в течение одного года, изучая итальянский и немецкий языки и писательское искусство. Керчер и Нокс переехали в квартиру 10 и 20 сентября 2007 года, соответственно, впервые встретившись друг с другом. Керчер обычно ежедневно звонила своей матери по мобильному телефону. Второй мобильный телефон, которым она пользовалась, был зарегистрирован на ее соседку по квартире, Романелли.
Нижний этаж дома занимали четверо молодых итальянцев, с которыми Керчер и Нокс были в дружеских отношениях. Однажды поздно вечером в середине октября Керчер и Нокс встретились с Руди Геде, когда вернулись домой в 2 часа ночи. Геде был приглашен в квартиру на нижнем этаже итальянскими арендаторами, с которыми он часто общался. В 4:30 утра Керчер и Нокс ушли к себе.
Также в середине октября Керчер и Нокс посетили фестиваль EuroChocolate. 25 октября 2007 года Керчер и Нокс посетили концерт классической музыки, где Нокс познакомилась с Раффаэле Соллечито, 23-летним студентом-программистом Университета Перуджи.

### Последние события
Вечером 1 ноября 2007 года квартира, где проживала Керчер, была пуста. Одна из её итальянских соседок была за городом, другая проводила время с друзьями. Четверо молодых итальянцев, которые делили нижний этаж коттеджа, на тот момент покинули город. Нокс ожидала работы в баре Le Chic, но 20:18 её босс Патрик Лумумба отправил ей сообщение, что дела идут медленно и в ней нет необходимости. Нокс ответила в 20:35: «Ок, увидимся позже, хорошего вечера» на итальянском. Когда один друг зашёл к Соллечито домой в 20:45, дверь открыла Нокс.
В тот вечер Керчер ужинала с тремя подругами-англичанками в одном из их домов. Она рассталась с ними в 20:45, в 500 ярдах (460 м) от Виа Делла Пергола, 7.
По словам Нокс, проведя ночь с Соллечито, она отправилась в Виа Делла Пергола, 7 утром 2 ноября 2007 года. Она обнаружила открытую входную дверь и капли крови в ванной, которую она делила с Керчер. Дверь в спальню Керчер была заперта и Нокс подумала, что та спит. Приняв душ в их общей с Керчер ванной, Нокс обнаружила фекалии в туалете[что?] ванной, которую делили Романелли и Меццетти. Нокс вернулась в дом Соллечито и позже они вдвоем отправились в Виа Делла Пергола, 7. Соллечито безуспешно попытался открыть дверь в комнату Керчер. Он позвонил своей сестре, лейтенанту карабинеров, за советом. Она посоветовала ему позвонить по номеру экстренной помощи 112, что он и сделал.

### Обнаружение тела
Получив телефонный звонок от Нокс, Романелли прибыла в квартиру. Роясь в поисках чего-нибудь, что могло пропасть, она обнаружила оба телефона, принадлежащие Керчер в соседнем саду. Романелли забеспокоилась и попросила полицию открыть дверь в спальню Керчер, но та отказалась. Вместо этого друг Романелли выломал дверь в 13:12. Тело Керчер было найдено внутри. Оно лежало на полу, накрытое пуховым одеялом.

### Вскрытие
Патологоанатом Лука Лалли из института судебной медицины Перуджи провел вскрытие тела Керчер. Он насчитал шестнадцать ушибов и семь порезов на теле. Они включали несколько синяков и пару незначительных порезов на ладони. Отчет о вскрытии Лалли был рассмотрен тремя патологоанатомами из института судебной медицины Перуджи, которые интерпретировали травмы, в том числе в области гениталий, как указывающие на попытку обездвижить Керчер во время сексуального насилия.

## Лица, обвиненные в убийстве

### Руди Гуэди
Руди Герману Гуэди (родился 26 декабря 1986 года, Абиджан, Кот-д’Ивуар) на момент убийства было 20 лет. Он жил в Перудже с пяти лет. В Италии Гуэди воспитывался школьными учителями и местным священником. Отец Гуэди вернулся в Кот-д’Ивуар в 2004 году. Гуэди, которому тогда было 17 лет, был усыновлен богатой семьей из Перуджи. В сезоне 2004—2005 годов он играл в баскетбол за молодежную команду Перуджи. Геде сказал, что познакомился с парой итальянцев с Виа Делла Пергола 7, когда проводил вечера на баскетбольной площадке на Пьяцца Гримана. В середине 2007 года его приемная семья попросила его покинуть их дом.
Молодые люди, жившие в квартире на первом этаже по адресу Виа Делла Пергола, 7, не могли вспомнить, как познакомились с Гуэди. Они лишь рассказали про один инцидент, когда после его первого визита в их дом они нашли его в ванной, спящим на унитазе, который был полон фекалий. Гуэди неоднократно обкрадывал квартиры. Только в Перужде до убийства этот человек совершил не менее 6 ограблений. Перед убийством Мередит некий Кристиан Трамонтано четыре раза приходил в полицию с рассказом о том, как молодой чернокожий парень вломился к нему домой с ножом, похитив 5 евро и три кредитки, и все четыре раза полицейские его игнорировали. Трамонтано назвал и имя грабителя: Руди Гуэди. После одного из ограблений отпечатки пальцев Руди оказались в картотеке. Поэтому установить, кому принадлежат кровавые отпечатки пальцев на месте убийства Керчер не составило труда. Его ДНК и отпечатки были повсюду. Руди Гуэди был пойман. На месте преступления были только его следы, только его отпечатки, и только его ДНК (не сперма) была обнаружена в вагине жертвы. Из 400 образцов ДНК, взятых с места преступления, 100 принадлежали Руди.
Гуэди отправился в дом своего друга около 23:30 1 ноября 2007 года, в ночь убийства. Позже он отправился в ночной клуб, где оставался до 4:30 утра. На следующий вечер, 2 ноября 2007 года, Гуэди отправился в тот же ночной клуб с тремя американскими студентками, с которыми он познакомился в баре. Затем он уехал из Италии в Германию, где он будет находиться несколько недель.
После того, как его отпечатки пальцев были найдены на месте преступления, Гуэди был экстрадирован из Германии. Он написал в своих социальных сетях, что знает, что считается подозреваемым и что хочет очистить свое имя. Гуэди предпочел ускоренное судебное разбирательство, проведенное в закрытом заседании без присутствия репортеров. Он сообщил суду, что отправился на Виа Делла Пергола, 7, на свидание, назначенное Керчер, после встречи с ней накануне вечером. Две соседки Гуэди, студентки-иностранки, которые были с ним в тот вечер в ночном клубе, рассказали полиции, что у единственной девушки, с которой он разговаривал, были длинные светлые волосы. Гуэди рассказал, что Керчер впустила его в квартиру около 9 часов вечера. Адвокаты Соллечито заявили, что осколок стекла из окна, найденный рядом с отпечатком обуви Гуэди на месте преступления, был доказательством того, что тот вломился в дом.
Гуэди сказал, что они с Керчер целовались и прикасались друг к другу, но не вступали в половые сношения, потому что у них не было презервативов. Он утверждал, что у него начал болеть живот и он прошел в большую ванную комнату на другой стороне квартиры. Затем он якобы услышал крик Керчер, когда был в ванной. Выйдя оттуда, Гуэди увидел темную фигуру, держащую нож и стоящую над Керчер, когда та лежала на полу, истекая кровью. Далее он заявил, что мужчина сбежал, сказав на безупречном итальянском: Trovato negro, trovato colpevole; andiamo (Найден черный человек ― найден виновник, пойдем).
Суд установил, что его версия событий не соответствует судебно-медицинским показаниям. Кроме того, он не мог объяснить, почему один из отпечатков его ладони, испачканный кровью Керчер, был найден на подушке ее односпальной кровати. Гуэди настаивал на том, что оставил Керчер полностью одетой. В октябре 2008 года он был признан виновным в убийстве и сексуальном насилии и приговорен к 30 годам тюремного заключения. Судья Микели оправдал Гуэди в краже, предположив, что никакого взлома не было.
Первоначально Гуэди говорил, что Нокс не было на месте преступления, но позже он изменил свою историю, сказав, что она находилась в квартире в момент убийства. Он утверждал, что слышал, как она спорила с Керчер и видел ее силуэт снаружи дома.
Через три недели после того, как Нокс и Соллечито были осуждены, срок тюремного заключения Гуэди был сокращен с 30 до 24 лет, прежде чем автоматическое сокращение на одну треть было дано для ускоренного судебного разбирательства, в результате чего окончательный приговор составил 16 лет. Адвокат, представляющий семью Керчер, протестовал против сокращения приговора. Гуэди получил свое первое 36-часовое освобождение в июне 2016 года, после девяти лет тюрьмы.

### Аманда Нокс
Аманда Мария Нокс (родилась 9 июля 1987 года в Сиэтле, штат Вашингтон), на момент убийства, была студенткой Вашингтонского университета. Она находилась в Перудже, посещая Университет для иностранцев в течение одного года, изучая итальянский и немецкий языки и писательское искусство. В Перудже она жила в той же квартире, что и Керчер. Нокс встретила Раффаэля Соллечито на концерте классической музыки 25 октября 2007 года, после чего они стали встречаться. После того, как коттедж, в котором Аманда снимала комнату, был закрыт, как место преступления, она жила в двухэтажном доме Раффаэля.
В изложении дела в течение нескольких часов после обнаружения тела детектив-суперинтендант Моника Наполеони установила, что убийца определенно не был грабителем и что явные признаки взлома были инсценированы как преднамеренный обман. Нокс была единственной, кто находился поблизости в ночь убийства. Она утверждала, что провела ночь на 1 ноября с Соллечито в его доме. В течение следующих четырех дней Нокс неоднократно допрашивали без адвоката. Позже она дала показания, что подверглась давлению и была избита полицией. Нокс была арестована и обвинена в убийстве в полдень 6 ноября 2007 года.
Наполеони поддерживали несколько других детективов, выступавших за арест Нокс, Соллечито и Патрика Лумумбы, последнего Нокс обвинила в причастности. Однако, непосредственный начальник Наполеони, главный суперинтендант Марко Кьяккьера, считал аресты преждевременными и выступал за тщательное наблюдение за подозреваемыми. 8 ноября 2007 года Нокс, Соллечито и Лумумба предстали перед судьей Клаудией Маттеини. Во время часового перерыва Нокс впервые встретилась со своими адвокатами. Маттеини приказал задержать Нокс, Соллечито и Лумумбу на год. 19 ноября 2007 года судебно-медицинская полиция Рима сравнила отпечатки пальцев, найденные в спальне Керчер, с отпечатками Руди Гуэди. 20 ноября 2007 года Гуэди был арестован в Германии, а Лумумба был освобожден. Гуэди было предъявлено обвинение в убийстве Керчер.
Нокс стала объектом пристального внимания средств массовой информации. Незадолго до суда она начала судебный процесс против Фиоренцы Сарцанини, автора бестселлера о Нокс, который был опубликован в Италии. Книга включала рассказы о событиях, придуманных Сарцанини, записи свидетелей, не являющиеся общественным достоянием, и избранные выдержки из личных дневников Нокс, которые Сарцанини каким-то образом получила в распоряжение. Адвокаты Нокс заявили, что книга была написана в похотливой манере, направленной исключительно на то, чтобы пробудить болезненное воображение читателей.
Американский юрист, Кендал Коффи сказал: В этой стране при таком освещении в средствах массовой информации вы не сможете добиться справедливого судебного разбирательства. В США была проведена досудебная рекламная кампания в поддержку Нокс, но её адвокат счёл её контрпродуктивной.

### Раффаэль Соллечито
Раффаэль Соллечито (родился 26 марта 1984 года в Джовинаццо, провинции Бари в обеспеченной семье), на момент убийства заканчивал обучение в области вычислительной техники в Университете Перуджи, и завершил обучение, когда находился в тюрьме, уже под следствием.

## Суд над Нокс и Соллечито
Нокс и Соллечито содержались в тюрьме. Судебный процесс над ними начался 16 января 2009 года перед судьей Джанкарло Массеи, заместителем судьи Беатрис Кристиани и шестью непрофессиональными судьями в Суде Перуджи. Обвинение состояло в том, что Нокс, Соллечито и Гуэди убили Керчер в ее спальне. Нокс и Соллечито оба не признали себя виновными.
Согласно обвинению, Нокс напала на Керчер в ее спальне, несколько раз ударила ее головой о стену, с силой удерживала ее лицо и пыталась задушить. Обвинение выдвинуло гипотезу, что Гуэди, Нокс и Соллечито сняли джинсы Керчер и держали ее на четвереньках, пока Гуэди насиловал ее. Нокс нанесла Керчер удары ножом, затем украла мобильные телефоны последней и деньги, чтобы инсценировать кражу со взломом. 5 декабря 2009 года Нокс и Соллечито были признаны виновными в убийстве и приговорены к 26 и 25 годам тюремного заключения соответственно.
Апелляционный процесс начался в ноябре 2010 года под председательством судей Клаудио Пратилло Хеллмана и Массимо Дзанетти. Проведенный по решению суда анализ оспариваемых доказательств ДНК независимыми экспертами отметил многочисленные основные ошибки в сборе и анализе доказательств и пришел к выводу, что на предполагаемом орудии убийства не было обнаружено никаких свидетельских следов ДНК Керчер. Хотя экспертиза подтвердила, что фрагменты ДНК на застежке бюстгальтера включали некоторые следы Соллечито, эксперт засвидетельствовал, что контекст сильно указывает на загрязненность.
3 октября 2011 года Нокс и Соллечито были оправданы. Решение о том, что доказательств недостаточно было доступно суду, но он полностью оправдал Нокс и Соллечито. Приговор Нокс по обвинению в клевете на Патрика Лумумбу был оставлен в силе, и первоначальный срок в один год был увеличен до трех лет и одиннадцати дней тюремного заключения.
В своем официальном отчете о решении суда отменить обвинительные приговоры судьи апелляционного суда написали, что обвинительный приговор на первоначальном судебном процессе не был подтвержден каким-либо объективным элементом доказательств. Описывая полицейские допросы Нокс как навязчивые, судьи заявили, что заявления, которые она сделала, изобличая себя и Лумумбу во время допроса, свидетельствовали о ее замешательстве, находясь под большим психологическим давлением. Судьи также отметили, что бродяга, который свидетельствовал о том, что видел Соллечито и Нокс на Пьяцца Гримана в ночь убийства, был героиновым наркоманом. Кроме того, Массеи, судья на процессе 2009 года, использовал слово «вероятно» 39 раз в своем отчете. Никаких доказательств каких-либо телефонных звонков или сообщений между Нокс, Соллечито и Гуэди не было.

## Повторное слушание
После успешного запроса обвинения состоялось повторное слушание дела Нокс и Соллечито. Единственным новым доказательством стал заказанный судом анализ ранее не исследованного образца лезвия кухонного ножа Соллечито, который, как утверждало обвинение, был орудием убийства. Когда неисследованный образец был протестирован назначенными судом экспертами для нового апелляционного процесса, ДНК, принадлежащей Керчер, обнаружено не было. Несмотря на отрицательный результат по делу обвинения, суд вернул обвинительные приговоры в отношении подсудимых, которые оба подали апелляцию.

## Оправдание по обвинению в убийстве
27 марта 2015 года высший суд Италии, Кассационный суд, постановил, что Нокс и Соллечито невиновны в убийстве, тем самым окончательно закрыв дело. Вместо того, чтобы просто заявить, что в предыдущих судебных делах были ошибки или что не было достаточных доказательств для осуждения, суд постановил, что Нокс и Соллечито не совершали убийства и были невиновны в этих обвинениях, но он поддержал обвинительный приговор Нокс за клевету на Патрика Лумумбу.

После оглашения этого вердикта Нокс, которая находилась в США с 2011 года, заявила: 
Я была уверена в своей невиновности и именно эта уверенность придавала мне сил в самые мрачные времена этого испытания.
В сентябре 2015 года Верховный судья-делегат, Дженнаро Мараска, обнародовал причины признания Нокс и Соллечито невиновными. Во-первых, ни одно из доказательств не свидетельствовало о том, что Нокс или Соллечито присутствовали на месте преступления. Во-вторых, на месте преступления или на теле жертвы не было обнаружено каких-либо биологических следов, принадлежащих Нокс или Соллечито, напротив, были обнаружены многочисленные следы, принадлежащие Гуэди.

## Художественный фильм
В 2014 году вышел художественный фильм «Лицо ангела» режиссёра Майкла Уинтерботтома, снятый по мотивам событий этого убийства.
Так же есть телевизионный фильм «История Аманды Нокс» (2011) с Хайден Панеттьери в главной роли.